# Canton de Rennes-Centre-Sud
Le canton de Rennes-Centre-Sud est ancien canton français situé dans le département d'Ille-et-Vilaine et la région Bretagne.

## Histoire
Le canton de Rennes-Centre-Sud est créé par le décret du 16 janvier 1985 renommant le canton de Rennes-IX.
Il est supprimé par le redécoupage cantonal de 2014.

## Composition

Rennes découpée en cantons. Les points sont les bureaux de vote.

Rennes (fraction) : quartier Sud-Gare soit Villeneuve et Sainte-Thérèse. Le canton est limité au nord par les voies ferrées, à l'ouest par la rue de Nantes, au sud par les boulevards Clemenceau, de l'Yser et Oscar Leroux et à l'est par la rue Adolphe-Leray.

## Représentation
| Période | Période | Identité      | Étiquette | Qualité |
| ------- | ------- | ------------- | --------- | --- |
| 1985    | 1988    | Albert Renouf | PS        | Conseiller municipal de Rennes (1977-1995), ancien conseiller général du canton de Rennes-IX                                          |
| 1988    | 2015    | Jeannine Huon | PS        | Cadre administratif, adjointe au maire de Rennes (1989-2008), membre du conseil municipal (1983-2014), députée suppléante (1988-2012) |

## Démographie
| 1990   | 1999   | 2006   | 2011   | 2012   |
| ------ | ------ | ------ | ------ | ------ |
| 16 637 | 15 774 | 15 685 | 15 664 | 15 871 |